# Ebola (folyó)
Az Ebola vagy Legbala folyó a Kongói Demokratikus Köztársaság északi részén található. Hossza kb. 200 km. A Mongala-folyóba ömlik, amely pedig a Kongóba.
Az Ebola megbetegedés a folyóról kapta a nevét, mivel 1976-ban ezen a környéken azonosították először az új betegséget. A folyó neve eredetileg Legbala, amely a helyi ngbandi nyelven fehér vizet jelent. Az Ebola az eredeti bennszülött név franciásított alakja.

## Fordítás
- Ez a szócikk részben vagy egészben  az   Ebola River című angol Wikipédia-szócikk fordításán alapul.  Az eredeti cikk szerkesztőit annak laptörténete sorolja fel. Ez a jelzés csupán a megfogalmazás eredetét és a szerzői jogokat jelzi, nem szolgál a cikkben szereplő információk forrásmegjelöléseként.
- Ez a szócikk részben vagy egészben  az   Ebola (Fluss) című német Wikipédia-szócikk fordításán alapul.  Az eredeti cikk szerkesztőit annak laptörténete sorolja fel. Ez a jelzés csupán a megfogalmazás eredetét és a szerzői jogokat jelzi, nem szolgál a cikkben szereplő információk forrásmegjelöléseként.